# Окремий кінно-гірський артилерійський дивізіон (Українська Держава)
Окремий кінно-гірський артилерійський дивізіон (О.к.-г.а.д.) — дивізіон збройних сил Української Держави під час української революції та радянсько-української війни.

## Історія
15 березня 1918 року Окрема кінно-гірська батарея 1-го Запорізького гайдамацького імені Костя Гордієнка полку, полковника О. Д. Алмазова, була реорганізована в Запорізький кінно-гірський артилерійський дивізіон Окремої Запорізької дивізії військ Центральної Ради Української Народної Республіки.
7 квітня німецькі й українські війська звільнили м. Харків, розбивши більшовицьку 2-гу Особливу армію, після чого німці рушили на схід на м.Куп'янськ (повітове місто Куп'янського повіту Харківської губернії) й до кордону УНР з Радянською Росією на північ до Білгородського повіту Курської губернії (повітове місто Білгород).
У квітні Запорізький кінно-гірський артилерійський дивізіон Окремої Запорізької дивізії брав участь в поході військ під проводом П. Ф. Болбочана проти більшовиків, які захопили Крайову владу Таврійської губернії в Криму з метою встановлення на території півострову української влади та взяття під контроль Чорноморського флоту.
Після 29 квітня «Запорізький кінно-гірський артилерійський дивізіон» під проводом Алмазова О. Д. перейшов до складу Армії Української держави й отримав назву Окремий кінно-гірський артилерійський дивізіон.

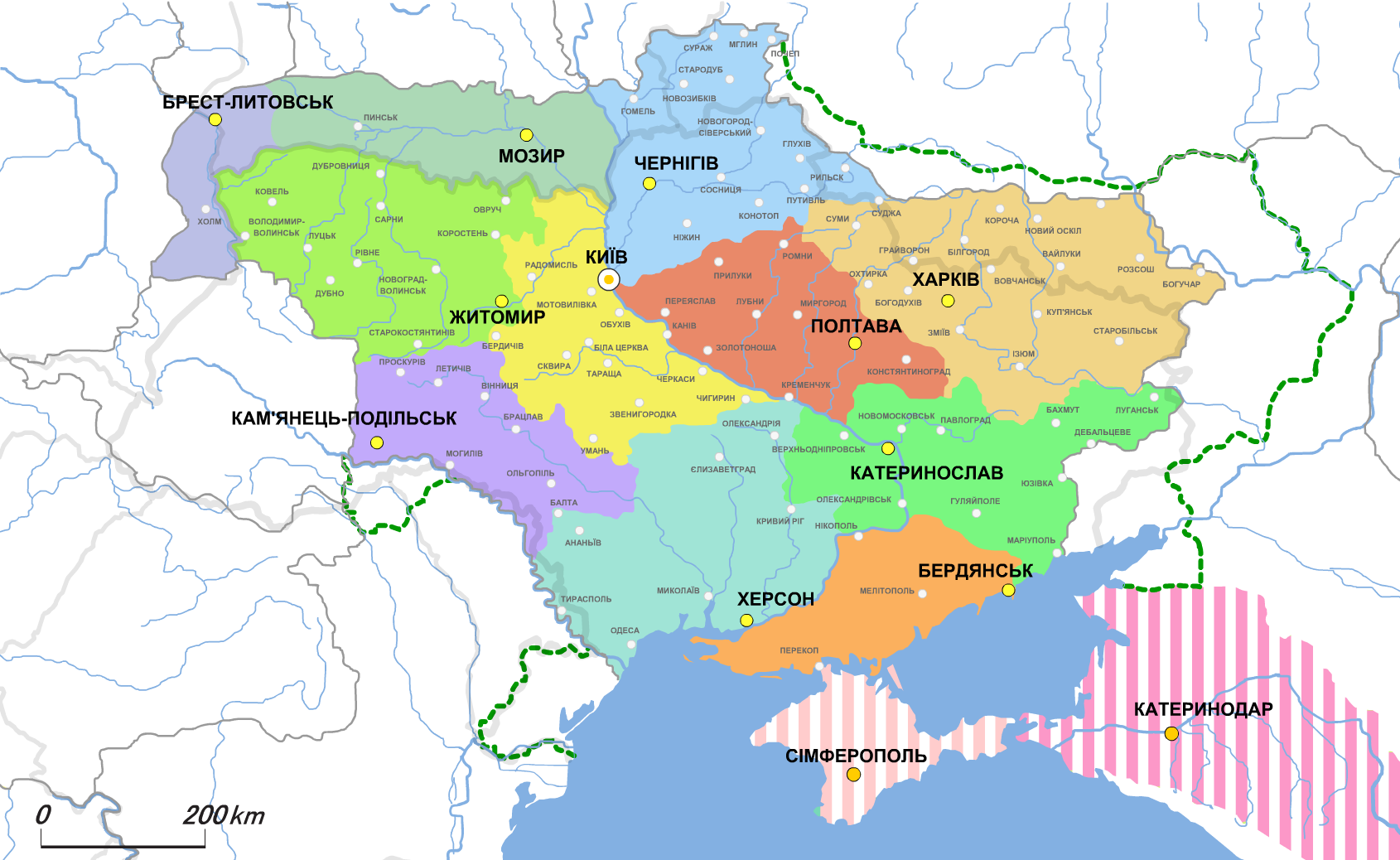
Адміністративно-територіальний поділ. Зелена пунктирна лінія — територіальні претензії.

30 травня уряд видав Закон, яким була затверджена Присяга на вірність Українській Державі, й Закон про військову підсудність. Військовослужбовці дали присягу.
24 липня Рада міністрів Української Держави прийняла Закон про загальний військовий обов'язок і затвердив План організації армії, підготовлений Генеральним штабом.

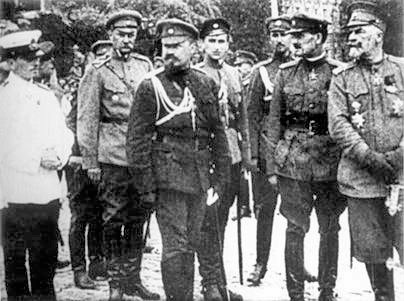
Службовці військового міністерства Української Держави — полковник Микола Лаврентійович Максимів (крайній зліва, у білій формі) і військовий міністр генеральний бунчужний Олександр Францевич Рогоза (крайній праворуч).

11 листопада завершилася Перша світова війна. Німецька імперія припинила своє існування внаслідок Листопадової революції й повинна була вивести свої війська з окупованих територій. Для уряду Української Держави ця подія віщувала послаблення влади.
Ослабленням німців і відповідно Української Держави скористалися противники гетьмана П. П. Скоропадського, які проголосили в ніч з 13 на 14 листопада в Білій Церкві Директорію з метою повалення влади гетьмана й німецького командування та уряду. Директорія складалася з п'яти членів, а її головою було обрано В. К. Винниченка.
З 8 грудня Окремий кінно-гірський артилерійський дивізіон зайняв ділянку охорони на державному кордоні в районі залізничної станцій Сватове-Білокуракине-Старобільськ у Старобільському повіті Харківської губернії.
- Сватове — слобода й залізнична станція гілки «Куп'янськ-Лисичанськ» Катерининської залізниці.

Нетривала «Українська громадянська війна 16 листопада — 14 грудня 1918 року» завершилася 14 грудня, коли Верховний Воєвода Української Армії і Флоту гетьман П. П. Скоропадський дав вказівки командувачу всіма російськими добровольчими частинами в Українській Державі князю генерал-лейтенанту О. М. Долгорукову, а той видав наказ про припинення опору і демобілізації захисників Києва.
П. П. Скоропадський зрікся влади. Уряд передав повноваження Міський Думі та Міській Управі.
Окремий кінно-гірський артилерійський дивізіон увійшов до складу військ Директорії.

## Командування
- полковник Олексій Алмазів, командир дивізіону, (після 29 квітня — 14 грудня 1918)
- сотник Авксентій Дорошенко